# 福永法源
福永 法源（ふくなが ほうげん）、本名：福永輝義（ふくながてるよし）、別名：国司院 常照、1945年〈昭和20年〉4月5日 - ）は、法の華三法行の設立者、元代表。

## 概要
大手電機メーカー勤務、会社経営（後に倒産）を経て「天の声（天声）が聞こえた」として法の華三法行を設立。集会での「最高ですか!」の掛け声で知られる。1987年に静岡県で宗教法人の認証を受ける。信者の足の裏をみて、病気などの悩みを言い当てる"足裏診断"を行い、研修への参加や献金を勧めるなどの活動を行っていたが、信者に対する巨額詐欺事件で罪に問われ、2008年に実刑判決が確定し栃木県の黒羽刑務所で服役。刑務所では真面目な態度で刑期が短縮され、2014年3月に出所。現在は団体名を「第3救済　慈喜徳会」と変え、活動を続けている。
2015年4月には、復活祭を行うなど本格的に活動を再開、Twitter「70億ジャーナル」を始め、Facebook（その後、削除）、YouTubeなど、多数のソーシャルメディア、公式ホームページを開始、健在ぶりをアピールした。同年には自身の半生を描いた映画『塀の中の神様』を制作したが、2016年以降は表舞台からは姿を消し、主だった活動は見られなくなった。

## 略歴

### 生い立ち
1945年4月、山口県に生まれる。父親は戦死し、幼少期より生活苦と吃音により苦悩を味わう。1960年ころ、母親とともに地元の自然の泉、生長の家などの教団に入信した。後に福永が教団を興した際には、自然の泉がモチーフになったと言う見方があり、自然の泉では、宇宙創造主の言葉を「親声」と呼び、法の華では、天の言葉を「天声」と称する、自然の泉では、「まごころ」と称して信者に額縁や掛け軸などを購入させるのに対して、法の華では、「観（おも）いの定め」と称して額縁30万円、掛け軸などを購入させる、両教団とも、金を出さなければ「地獄に落ちる」などと迫る、福永が「天行力」と呼ぶ“超能力”は、自然の泉の「親光泉（しこうせん）」と似ている、などといった共通点が指摘されている。
山口県立宇部工業高校を卒業後、東芝の子会社である東芝アンペックスに勤務する傍ら、法政大学短期大学部を卒業。東芝アンペックスは約5年間勤務した後に退職した。1975年、24歳の時に電気関連会社「東和技研工業」を起業し、青年実業家として話題を集め、福永自身によれば「奇跡の会社誕生」と謳われたものの、手形詐欺に遭い、1979年に倒産。すべての財産を失う。

### 法の華 創立後
1980年1月6日深夜、天声を聞いたとして、法の華を創立した。検察の主張によると福永の実母が「輝（てる）ちゃんに特別な声がきこえるという事で活動しよう」と持ちかけたことで発足したとされるが、裁判では福永本人は否定している。
1月6日深夜2時の天声とは、以下のような内容であった。
「このままでは人類は行き詰まり、政治でも経済でも医学でも道徳でも科学でも救われない。今こそ、大自然を生かし続けている力、そのものが天と定まり、釈迦、キリストに続いて最後の救済者、法源を誕生させた。法源の法とは天地の法則にある法、源とは生活の中での人間になる姿、よってこの地上に生かされている人間は元々、人間法源なり。目に見えないものを見よ、耳に聞けないものを聞け、成（い）かされ成かす法源（ちから）を発見せよ。人間とは何か、人間が人間として生きる基本は何か、人生を歩むうえで一番大切なことは何か、人間は元々喜びの表現体である。これすべて天声なり、法源よ、お前は天のパイプ役である、天声を聞きそのまま人々に伝える役目が法源としての人生の使命だ」
天声「白い紙を30枚束ね、それをクリップで3か所とめよ。それを人々に配れ。観（おも）いの定めは3500円以上」
この天声を聞いた時には、正直、天声の意のままに動くしかないと決めていた法源は首をひねった。白い紙を30枚束ねただけのものが、果たして3500円以上で売れるのか、3日間その天声には従わないでいた。白い紙は一応購入したものの、それを束ねることはしなかった。ところが、すぐに次の天声が響き渡った。「お前は何をやっているんだ！早くしなさい」法源は天声に急き立てられ、白い紙を急いで30枚ずつ急いで束ね、3か所クリップで止めた。しかしそれだけではどう見ても体裁が悪く思え、表紙らしく見える厚紙を上に付けてみた。それが天法力三法行の原型であった。
ある日、税理士の行者が会わせたい人がいる、と言って法源の下を訪ねてきた。法源は当時、名刺などは持っておらず、代わりにその三法行を持参していた。それをテーブルの上に置き、相手の来るのを待った。訪問者が現れ法源の前に腰かけた。彼は当時、インド哲学、仏教研究の国際的権威である高名な教授だった。教授はテーブル上のその紙の束に興味を示し、「それなんですか」と聞いたので、法源は内心冷や冷やしながら差し出すと教授はそれをパラパラめくり、しきりに唸り、「一体全体、これは誰が作られたのですか？」と聞いた。その本を綴ったのは確かに法源だったが、作れと示したのは天声であったため法源は思わず「天声です。すみません」と答えた。教授はもう一度念を押すように「天声って、本当に誰が作ったのですか。これは釈迦がいちばん解けなかったことが現れてるんですよ。何も書いていない紙が必要なんです」と言って盛んにそれをめくった。法源はその言葉に面くらい「それはどういうことでしょうか」と問い返したところ、教授は分かりやすく丁寧に説明した。「書いてあるものを読むだけでは頭に入るだけである。ところが何も書いていないから、自分で書くしかない。書けば身に付く。これが行というものですよ」と答えた。「それは」と教授は一瞬言葉を止めたのち、さらにこう続けた「有るようでない。無いようである。これが空の世界なんです。まさにこれは釈迦が説きたかった世界の実態なのです」。法源は説明を聞きながら誇らしさを感じていたという。しかし、それをやらせたのは天声であったため、法源は天声に従って、三法行を作ったことを伝えた。「天声ですか」と教授は少し訝しげにつぶやいた。法源は天声を受けたこと、授かった天行力のこと、三法行のことなどを懸命に伝えた。それを聞いた教授は、しっかりと頷きながら、「瞑想も、写経も、読経も越えたものだ」と説明した。法源は天声の奥深さに身震いし、自分の中に三法行が実感として広がるのを感じた。
著書「最高への道標」との相違
以上は、2015年2月6日にアップロードされた「70億ジャーナル」に基づくものだが、1995年5月25日発刊の著書『最高への道標』では、以下の相違点が見られる。
最初の天声は、福永が毎年大みそかから1月2日まで心身を清める目的で古寺にこもり行を行っている間の出来事であるとしている。著書では、この行の際に重大な天声を聞くことが多く、それまでにも釈迦やキリストが現れることは何度かあり、さらに朝比奈僧正や良寛も現れたが、空海は初めてであったと記している。空海は目も眩むような光とともに満面の笑みを浮かべ現れ、こう言った。
「私もあなたと同じく、迷える衆生を救うため、この世で事行をなした。しかし救済の真理を衆生に完全には伝えられなかった。その無念も、ようやく晴らされる時が来た。天があなたを通し、衆生救済への究極の行を知らしめたからである」
この時、福永は空海より三法行を広め、人類救済を成し遂げるよう、言いつかったのだという。
さらに、著書では「白い紙を30枚束ね、それをクリップで3か所とめよ…」との天声を聞いたのは、同日ではなく、3月末であるとしている。また、ある高名な教授は実名で登場し、東京大学名誉教授中村元だとしている。

法源誕生から3年目を迎えたある日の天声
天声「今から『七勧行』を授ける。『七』とは成るである。七観行は、人間本来の生活を示したものである。」
続いて七観行が伝えられたが以下のような内容であったという。
一、健康にあふれた楽しい毎日です。
二、家族全員がゆたかで明るい毎日です。
三、希望にみちあふれた繁栄一筋の毎日です。
四、よろこびがいっぱいの毎日です。
五、感謝にみちた幸せな毎日です。
六、いつも楽しく三法行をやらせていただく毎日です。
七、親切あふれた生かしあいゆるしあう毎日です。
読み終えた法源は幼稚だと感じた。分かり切った言葉しか並んでいない。しかし真理とは案外簡単なことなのだ、法源は腹の底から喜びの思いが突き上げてくるのを感じ、感謝と喜びが無限に湧くのを実感したのだという。
天声「人間とは何かが書かれている最高の知恵の言葉である『般若心経』は願って、求めて、頼って唱えるのではただ頭で知っただけの心のお経『心経』だが、願わず、求めず、頼らず、やることで『心行』となる。それをただ繰り返すことで、大自然のリズムに自分が調和するようになってくる。つまり願わず、求めず、頼らず、ただやった時に本当の行として心のお経『般若心行』が最終的に『般若天行』になり、生活に答えが出る。これが般若心経を実践できたということであり、このときには首から下の本当の知恵が出てくる。つまり生活に答えを出すことができるようになっているのである」
1984年6月、「天声を聞く唯一の者」として埼玉県川口市で億万長者養成所というセミナーを開催した。億万長者を養成するとの研修で一般に知名度を高めた。1987年、静岡県で宗教法人の認可を受けた。1991年ころに「足裏診断」という相談者の足の裏をみて教団へ勧誘することが本格化し、2000年の逮捕時に判明した分だけで、約2万2,000人から約870億円を集金した。
1995年、平和活動への貢献に対しガンディー記念国際財団（Gandhi Memorial International Foundation）からマハトマ・ガンディー人道賞が授与された。その後、賞を贈ったヨーゲシ・ガンディーは郵便詐欺の疑いで米国で起訴されたが、その公判資料によると、福永が集めた金を日本の健康食品界の大物タナカ・ヨシオを通じてガンディーに送金し、ガンディーはその金で政界の大物に近づき、福永の権威付けに利用し、福永の布教活動の米国進出をもくろんでいたが、1990年代中ごろから福永が日本で訴訟を多数抱えるようになったことからこの計画は頓挫し、3者の間での訴訟合戦に発展したという。

### 民事・刑事事件へ
1996年（平成8年）、修行参加者ら290人から、総額約12億8,000万円を求める損害賠償で、静岡地方裁判所に提訴された。1999年（平成11年）12月、警視庁と静岡県警が教団施設を詐欺容疑で強制捜査した。 2000年（平成12年）1月、代表を辞任し、日本全国行脚の旅に出たが、教団に対する強制捜査の後控えていた『足裏診断』を再び行うようになった。
2000年（平成12年）5月、東京都渋谷区の教団関連施設で、詐欺罪容疑で警視庁と静岡県警察の合同捜査本部に逮捕された。福永だけが聞こえるとされた「天声」が福永や教団幹部らによる会議で決められていたことが判明し、教団の組織的詐欺性が裏付けられたとして、同時に教団幹部11人も逮捕された。
約3万人から1000億円近い金を集め、歴史に残る巨額詐欺事件となった。立件されたのはその内、被害者31人、約1億5000万円分であった。
身長190センチメートルの威圧感ある体格も、カリスマ性を演出していたとされる。ローマ法王のヨハネ・パウロ2世やマザー・テレサ、インドの宗教者のサイババと一緒に写った写真も、自身の権威付けに利用していたとされる。また、後述するように、自ら歌手として活動したり映画に出演するなど、マスメディアへの露出も積極的に行っていた。

### 判決・刑期
2005年（平成17年）2月、東京地方裁判所で開かれた論告求刑公判で、東京地方検察庁は「宗教活動に名を借り、組織ぐるみの詐欺を推進した希代の詐欺師。反省の情は微塵もない」として、懲役13年を求刑した。同年7月、懲役12年の判決が言い渡された。
福永は控訴したが、東京高等裁判所は2006年（平成18年）12月に、1審の懲役12年を支持、控訴棄却の判決を下した。2008年（平成20年）8月、最高裁判所も、上告棄却の判決を下し、詐欺罪での刑罰が確定判決となった。
平成17年7月15日付け、東京地裁刑事事件判決【判例番号】L06035117

### 出所後
2014年3月、未決勾留日数が差し引かれた他、本人が前科前歴の無い初犯であった事と模範囚とされていた事から、収監されていた黒羽刑務所から出所していたと報じられている。懲役12年だが前述の未決勾留の約6年間の分が刑期に算入されたため、実際の刑期は6年弱となった。尚、本人は逮捕以来一度も保釈されていない。出所後、2015年4月には福永の70歳の誕生日に本人の復活祭が行われた。

#### 復活祭
2015年4月5日、キリスト復活祭の日に合わせ、TKPガーテンシティ品川にて、福永法源「復活祭」が大々的に催された。入場時には手荷物検査が行われるものものしさだったが、場内ではこの日が発売日になる福永法源の著書が販売されたり、会場では福永の過去の映像が映し出される場面もあった。幹部信者への称号授与式も行われた。
また、福永は会場で

「いよいよ第3次救済が始まる」

「今でも、全然罪を認めていない。だから（刑が）長くなった。要領よく認めていれば、もっと前に出てきたそうなんですけど。まさか逮捕されるとは夢にも想像していなかっただけに、15年間、絶対に天はあるよ、天声は絶対にあるぞと、（罪を）認めるわけにはいかない」

「今日の朝、天声はこんなことを言ってる。罪に陥れた人、有罪を決めた連中はみんな捕まっている」

「天声、天行力、弾圧は絶対に許さない」

「どこまでも筋を通せば勝ちです。おどおどしたら負けですよ」

「これから70億人救済をさせていただく、第3救済宣言、今日朝かなと思った」

などと力説した。
また、復活祭の中で福永は初めて「天上界21の天法大師空観法主」を名乗り、「初めての超天行力」を行ったと発言した。同日の会場では、福永による「源（わ）かしあい」の儀式や「超天行力」が披露され、会場は陶酔した信者らが叫び走り回るなどの光景が見られた。
2016年4月公開予定の映画『塀の中の神様』で本人役で俳優デビュー。本作は福永が自身の半生を描く作品で、一部に実際の映像が使用される予定。

## 学究
- 準学士 (法政大学短期大学部)

以下はすべてディプロマミルによる。
- 学士 (Ba) (芸術学、パシフィック・ウエスタン大学)
- 博士 (Ph.D.) (地球環境哲学、ホノルル大学)
- 博士 (Ph.D.) (哲学、パシフィック・ウエスタン大学)

## 著書
- 『なぜ健康になろうとしないのか』アースエイド〈ゼロの力学〉、1992年12月。ISBN 978-4900331105。
- 『病苦を超える最後の天行力―不可能を可能にする人生法則』アースエイド〈ゼロの力学〉、1993年11月。ISBN 978-4900331211。
  - 2000年1月までに約1400万部が印刷され、その多くが街頭で配布されたとされる。
- 『地球46億歳の逆襲』アースエイド〈ゼロの力学〉、1994年1月。ISBN 978-4900331228。
- 『最高最高人間って最高』アースエイド〈天の声〉、1995年1月。ISBN 978-4900331808。
- 『55億貯めずになにが人間か』アースエイド、1995年2月。ISBN 978-4900331280。
- 『いま最高ですか―源き上がる喜びの毎日』アースエイド、1996年6月。ISBN 978-4900331389。
- 『超宗ビッグバン―喜びの大爆発が人類を救済する』アースエイド、1999年1月。ISBN 978-4900331549。

など、多数。ほとんどが教団関連出版社のアースエイドから出版された。2001年3月、同社は法の華とともに東京地裁から破産宣告を受けた。2007年現在すべて絶版。

## 発売したCD

### 本人歌唱
過去に以下の4枚発売された。2007年現在すべて廃盤である。
1. 1993年10月6日 - 万華鏡（ビクター）
2. 1993年12月17日 - 幸福草（しあわせそう、センチュリーレコード）、1994年9月1日にバップより再発売
3. 1995年6月1日 - 微笑み人生（バップ）
4. 1995年12月6日 - 男の歳月（キング）

「幸福草」「微笑み人生」の2曲は一部のカラオケにも配信されていた。

### 楽曲提供
- 『最高最高最高』（作詞：福永法源、作曲：石坂まさを、歌：ヘブン・パートナー。バースディアドベンチャー）
- 『道は一筋』（作詞：福永法源、作曲：石坂まさを、歌：ヘブン・パートナー）
- 『天声村讃歌』（作詞：福永法源、作曲：石坂まさを、歌：渡辺美香）

## 出演

### テレビ番組
千葉テレビ放送製作の「歌のランチボックス」に自分のコーナーを持っていた（サンテレビジョンでも放送されていた。）。

### ラジオ番組
- 島田陽子ワクワクモーニング（文化放送、2015年10月4日- ） - 御意見番（不定期出演）
- 福永法源の人生自由自在（アール・エフ・ラジオ日本）

### 映画
- 億万長者になった男。（1994年）
- 塀の中の神様（高橋伴明監督 2016年公開） - 本人 役[26][28]

## 参考サイト
- 法の華情報 弁護士紀藤正樹のLINC! - ウェイバックマシン（2016年4月1日アーカイブ分）
- 弁護士紀藤正樹のLINC TOP NEWS-BLOG版-法の華三法行の本部（当時天声村と称していた）が取り壊される様子
- newwebclub ニュース＆トレンド NEWS SITE SQUARE! - ウェイバックマシン（2000年5月10日アーカイブ分）